# William Ames (militaire)
Pour les articles homonymes, voir William Ames (homonymie) et Ames (homonymie).
William Ames (né le 15 mai 1842 à Providence, État de Rhode Island, et décédé le 8 mars 1914 à Providence, État de Rhode Island) est un brigadier-général de l'Union. Il est enterré  à Povidence.

## Guerre de Sécession
William Ames s'engage le 5 juin 1861 en tant que second lieutenant dans le 2nd Rhode Island Volunteer Infantry.
Il est promu premier lieutenant le 25 octobre 1861, puis capitaine le 24 juillet 1862.
Dans son journal intime, Elisha Hunt Rhodes, du 2nd Rhode Island Volunteer Infantry, fait une allusion à William Ames en date du 10 octobre 1862 : « Le lieutenant Ames est malade à Washington. On dit qu'il sera promu commandant du 12th R.I.". Bien, il en sera un bon ».
Il est promu commandant le 10 février 1863, alors qu'il est affecté au 3rd Rhode Island Volunteer Infantry dans l'artillerie.
Il est promu lieutenant-colonel le 1er avril 1864 et sert en tant que chef de l'artillerie dans l'état-major du major général Quincy Adams Gillmore.
Il est breveté brigadier-général le 13 mars 1865, et quitte le service actif le 27 août 1865.